# Индустријска зона (Нуоро)
Индустријска зона је насеље у Италији у округу Нуоро, региону Сардинија.
Према процени из 2011. у насељу је живело 10 становника. Насеље се налази на надморској висини од 36 м.